# Józef Wargin-Słomiński
Józef Wargin-Słomiński (ur. 16 marca 1904 w Jastrzębcu, zm. 18 lipca 1984 w Warszawie) – inżynier podpułkownik, naczelnik Wydziału I Departamentu Ministerstwa Bezpieczeństwa Publicznego (kontrwywiad), szef Wojewódzkiego Urząd Bezpieczeństwa Publicznego w Katowicach.

## Życiorys
Urodził się 16 marca 1904 w Jastrzębcu, w rodzinie Jana i Cecylii. W 1920 uczestniczył w wojnie polsko-sowieckiej, walczył w obronie Warszawy i pod Kowlem, w czasie walk ranny w nogę. W latach 20. działał w KPP. 11 listopada 1930 był zatrzymany przez Policję Państwową jako podejrzany o działalność komunistyczną lub szpiegowską. W 1931 wstąpił do WKP(b). W latach 1932–1935 studiował na fakultecie górniczym w Instytucie Dniepropietrowskim w ZSRR.
W czasie II wojny światowej służył w Głównym Sztabie Partyzanckim ZSRR, następnie desantowany z oddziałem specjalnym na tyłach niemieckich, gdzie od 1942 prowadził działalność dywersyjną. Brał udział w walkach z Niemcami i operacjach przeciw UPA.
W latach 1945–1948 był członkiem PPR, od 1948 roku należał do PZPR. Od 25 października 1945 pełnił obowiązki kierownika I Departamentu Wydział IV MBP w Warszawie, od 10 grudnia 1945 był kierownikiem WUBP w Katowicach, od 31 lipca 1946 zastępcą naczelnika Wydziału II MBP w Warszawie. W okresie od 17 lipca do 1 grudnia 1947 attaché wojskowy w Berlinie (urlop bezterminowy i bezpłatny). Od 1 grudnia 1947 był naczelnikiem Departamentu I Wydział I MBP w Warszawie. Rozkazem personalnym MON nr 522 z 14 czerwca 1951 zwolniony z zawodowej służby wojskowej i przeniesiony do rezerwy. Wyrokiem Wojskowego Sądu Rejonowego w Warszawie z 8 października 1951 został skazany na karę 2 lat i 6 miesięcy pozbawienia wolności oraz degradację za podanie fałszywych danych w ankiecie osobowej z 1949 na temat działalności w KPP i Komunistycznej Partii Francji. Na wniosek rewizyjny Naczelnego Prokuratora Wojskowego Zgromadzenie Sędziów Najwyższego Sądu Wojskowego w Warszawie postanowieniem z dnia 30 marca 1955 uchyliło wyrok Wojskowego Sądu Rejonowego oraz umorzyło postępowanie karne przeciwko Warginowi-Słomińskiemu.
W latach 60. i 70. opublikował szereg książek, m.in. „Prawo tajgi”, „Opowieści z tajgi”, „Aksen”, „Purga”, „Wypalony ślad” i „Człowiek, który zgubił uśmiech”.
Zmarł 18 lipca 1984 w Warszawie. Pochowany na cmentarzu Wojskowym na Powązkach (kwatera A 40 DOD-1-18).

## Ordery i odznaczenia
- Krzyż Komandorski Orderu Odrodzenia Polski
- Złoty Krzyż Zasługi (18 stycznia 1946)[5]
- Krzyż Walecznych
- Krzyż Partyzancki[3]

## Publikacje
- Purga. 1962.
- Aksen. Iskry, 1968.
- Człowiek, który zgubił uśmiech. 1970.
- Wypalony ślad. 1971.
- Opowieści z tajgi. KAW, 1971.
- Prawo tajgi. Wyd. Śląsk, 1973.